# Carl Wilhelm Georg zu Inn- und Knyphausen

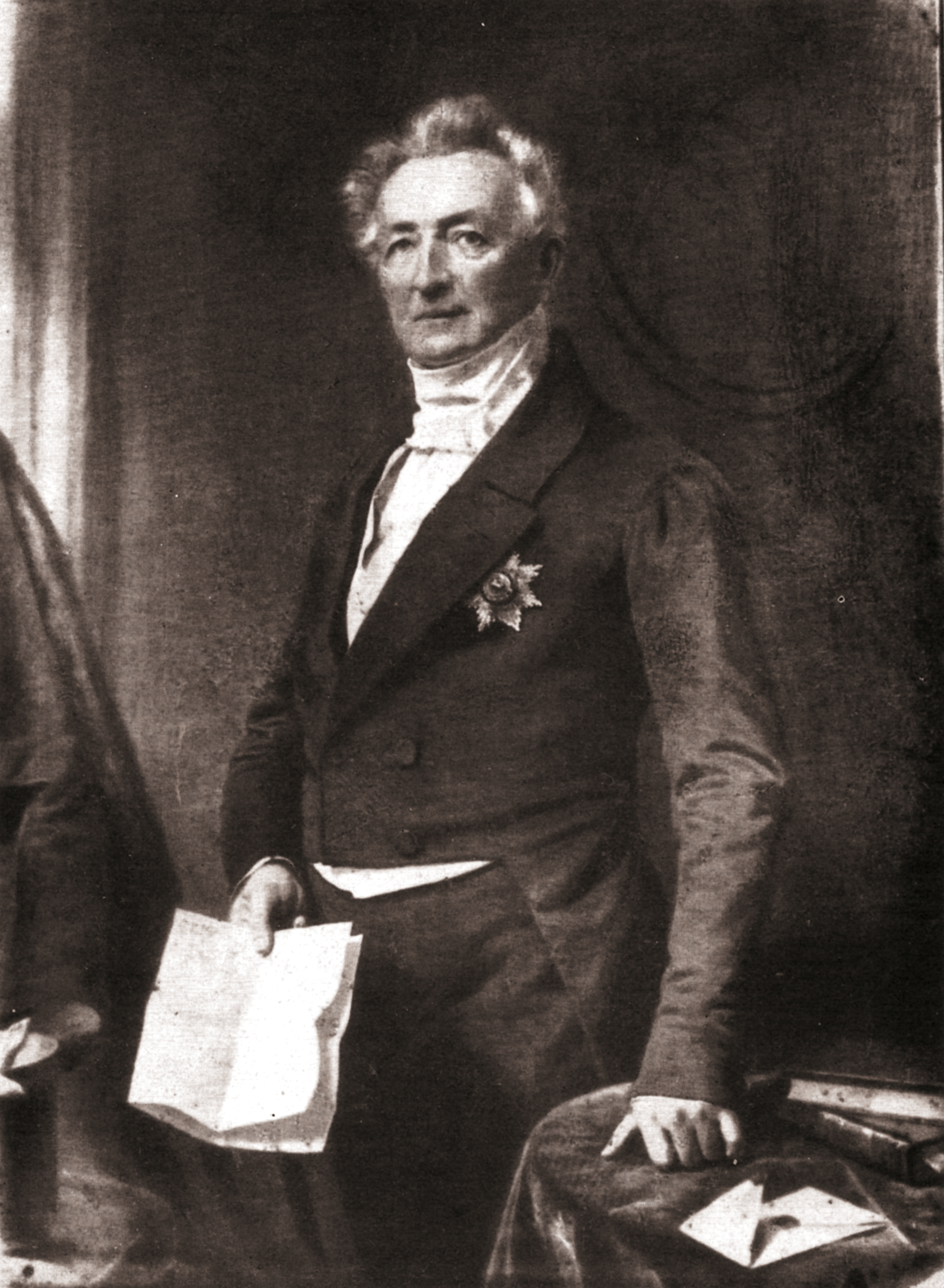
Graf zu Inn- und Knyphausen mit dem Bruststern des Großkreuzes des Guelphen-Ordens in einer Lithografie von Friedrich Jentzen nach einem 1852 auf Schloss Lütetsburg von Franz Krüger geschaffenen Gemälde (Original 1893 verbrannt)

Carl Wilhelm Georg Graf zu Inn- und Knyphausen (auch: Karl Wilhelm Georg Inn- und Knyphausen und Karl Wilhelm Georg zu Innhausen und Knyphausen; geboren 11. September 1784 in Lütetsburg (Kreis Aurich); gestorben 6. Juli 1860 in Frankfurt am Main) war ein deutscher Kammerherr, Kommunalpolitiker, Schatzrat und Gesandter des Königreichs Hannover, das er – anders als viele andere Ostfriesen seiner Zeit – bejahte.

## Leben

### Familie
Carl Wilhelm Georg Graf zu Inn- und Knyphausen war ein Mitglied des seit dem Mittelalter im heutigen Ostfriesland bekannten Adelsgeschlechtes zu Innhausen und Knyphausen. Sein Vater war Edzard Moritz zu Innhausen und Knyphausen, seine Mutter Sophie Juliane, geborene von Closter (1757–1793). Sein jüngerer Bruder war der spätere Rat am Oberappellationsgericht in Celle Anton Franz Graf zu Inn- und Knyphausen (1792–1875).
Am 28. Mai 1820 heiratete zu Inn- und Knyphausen in Hamburg Luise Gräfin von Kielmannsegg (1798–1874). Sohn des Ehepaares war Edzard zu Innhausen und Knyphausen, „mit dessen Enkel Wilhelm Edzard Fürst zu Inn- und Knyphausen die Hauptlinie der Familie 1978 erlosch.“

### Werdegang
Nach seinem Studium in Halle (Saale) wirkte Karl Wilhelm Georg zu Innhausen und Knyphausen während der sogenannten „Franzosenzeit“ in den Jahren 1805 und 1806 als Referendar in Berlin.
Von 1808 bis 1810 wirkte er als niederländischer Kammerherr, 1813 als Maire in Lüneburg.
Nach der Erhebung des vormaligen Kurfürstentums Braunschweig-Lüneburg zum Königreich Hannover nahm zu Innhausen und Knyphausen ab 1816 die Aufgaben eines Kammerjunkers wahr und ab 1818 die des Kammerherrn in Hannover.  1819 wurde ihm das Amt des Schatzrates übertragen. 1824 wurde ihm der Titel „Generalmajor“ verliehen. Im selben Jahr wurde er mit einer Viril-Stimme privilegiert, mit der er bis 1841 in der Ersten Kammer der Ständeversammlung des Königreichs Hannover den Erblandesmarschall vertrat.
Unterdessen war zu Innhausen und Knyphausen nach dem Tod seines Vaters Herr zu Lütetsburg geworden, ab 1841 auch auf der Beningaburg zu Grimersum. Zudem war er 1837 Mitglied der Königlichen Landwirtschaftsgesellschaft mit Sitz in Celle geworden, 1839 außerordentliches Mitglied des Hannoverschen Staatsrats und im selben Jahr zum Geheimrat mit der Bezeichnung „Generalleutnant“ ernannt worden.
1841 wurde zu Innhausen und Knyphausen Präsident des Obersteuer- und Schatzkollegiums.
Ab 1844 nahm er die Aufgaben des außerordentlichen Abgesandten in der preußischen Hauptstadt Berlin wahr sowie in Dresden, der Residenzstadt des Königreich Sachsen.
Als Mitglied der Mitte des 19. Jahrhunderts gegründeten Gesellschaft „Texas-Verein“ unterstützte er die deutschen Auswanderer in die Vereinigten Staaten von Amerika.
Bei der 1852 durchgeführten Verwaltungsreform in den hannoverschen Landen musste zu Inn- und Knyphausen auf die Herrlichkeitsrechte am angestammten Familiensitz um Schloss Lütetsburg verzichten.
Ab 1856 nahm zu Inn- und Knyphausen mit dem Titel als „General“ seine außerordentliche Mitgliedschaft im Hannoverschen Staatsrat wahr sowie bis an das Ende seines diplomatischen Lebens die Aufgaben als königlich hannoverscher Gesandter.

## Schriften
- Nachrichten aus dem Leben des Grafen Carl Wilhelm Georg zu Inn- und Knyphausen, Edlen Herrn zu Lütetsburg und Bergum &c., nebst einer Sammlung seiner Gedichte, Hannover Jänecke 1865